# Andreas Kramer
Jens Andreas Kramer (13 aprile 1997) è un mezzofondista svedese.

## Palmarès
| Anno | Manifestazione    | Sede       | Evento      | Risultato  | Prestazione | Note                                     |
| ---- | ----------------- | ---------- | ----------- | ---------- | ----------- | ---------------------------------------- |
| 2015 | Europei indoor    | Praga      | 800 m piani | Batteria   | 1'50"34     |                                          |
| 2015 | Europei juniores  | Eskilstuna | 800 m piani | 6º         | 1'50"66     |                                          |
| 2016 | Mondiali indoor   | Portland   | 800 m piani | Batteria   | 1'49"46     |                                          |
| 2016 | Mondiali under 20 | Bydgoszcz  | 800 m piani | Semifinale | 1'47"65     | Miglior prestazione personale            |
| 2017 | Europei indoor    | Belgrado   | 800 m piani | Semifinale | 1'49"53     |                                          |
| 2017 | Europei under 23  | Bydgoszcz  | 800 m piani | Oro        | 1'48"15     |                                          |
| 2017 | Mondiali          | Londra     | 800 m piani | Semifinale | 1'46"25     |                                          |
| 2018 | Mondiali indoor   | Birmingham | 800 m piani | Batteria   | 1'47"21     |                                          |
| 2018 | Europei           | Berlino    | 800 m piani | Argento    | 1'45"03     | Record nazionale                         |
| 2019 | Europei indoor    | Glasgow    | 800 m piani | 7º         | 1'48"06     |                                          |
| 2019 | Europei under 23  | Gävle      | 800 m piani | Batteria   | 1'50"17     |                                          |
| 2019 | Mondiali          | Doha       | 800 m piani | Batteria   | 1'46"74     |                                          |
| 2021 | Europei indoor    | Toruń      | 800 m piani | Semifinale | 1'46"87     |                                          |
| 2021 | Giochi olimpici   | Tokyo      | 800 m piani | Batteria   | 1'46"44     |                                          |
| 2022 | Mondiali indoor   | Belgrado   | 800 m piani | 5°         | 1'46"76     |                                          |
| 2022 | Mondiali          | Eugene     | 800 m piani | Semifinale | 1'46"71     |                                          |
| 2022 | Europei           | Monaco     | 800 m piani | 4º         | 1'45"38     |                                          |
| 2023 | Europei indoor    | Istanbul   | 800 m piani | 5º         | 1'48"15     |                                          |
| 2023 | Mondiali          | Budapest   | 800 m piani | Semifinale | 1'44"57     | Miglior prestazione personale stagionale |
| 2024 | Mondiali indoor   | Glasgow    | 800 m piani | Argento    | 1'45"27     | Miglior prestazione personale stagionale |
| 2024 | Europei           | Roma       | 800 m piani | 5°         | 1'45"70     |                                          |
| 2024 | Giochi olimpici   | Parigi     | 800 m piani | Semifinale | 1'46"52     |                                          |
| 2025 | Europei indoor    | Apeldoorn  | 800 m piani | Batteria   | 1'50"17     |                                          |